# Saison 2015-2016 du Pro12
Navigation
Pro12 2014-2015 Pro12 2016-2017
La saison 2015-2016 du Pro12, ou Guinness Pro12 du nom de son sponsor du moment, voit s'affronter douze franchises écossaises, galloises, irlandaises et italiennes de rugby à XV. Le championnat débute le 5 septembre 2015. La première phase est dite régulière avec des doubles confrontations en matchs aller-retour. À l'issue des vingt-deux journées de la phase régulière, les quatre premières équipes sont qualifiées pour la phase de playoff avec des demi-finales et une finale pour l'attribution du titre. Les Glasgow Warriors sont les champions en titre.
Le début de saison se déroulant simultanément avec la Coupe du monde, les clubs possédant un grand nombre d'internationaux sont d'abord pénalisés au profit d'équipes d'ordinaire plus reculées au classement. Les Scarlets et la province du Connacht prennent les devants rapidement, mais seule la province irlandaise parvient à suivre le rythme imposé par ses rivaux du Leinster au lendemain de la Coupe du monde. Après une première moitié de saison inquiétante (cinq victoires, un nul et six défaites), les Glasgow Warriors se qualifient pour la phase finale à la suite d'une série de neuf victoires consécutives et profitent des revers du Connacht et du Leinster lors de la vingt-et-unième journée (respectivement contre Trévise et l'Ulster) pour prendre la tête du classement pour la première fois de la saison.
Lors de l'ultime journée (Super Saturday), le Leinster s'empare de la première place du classement et s'assure une demi-finale à domicile. Les Zebre passent devant Trévise et se qualifient pour la Coupe d'Europe, tout comme les quatre provinces irlandaises. Les Scarlets, cinquièmes, sont la seule équipe galloise qualifiée. Le Connacht, vainqueur à domicile de Glasgow, bénéficie d'une demi-finale à domicile deux semaines plus tard contre la même équipe, pour le même résultat, tandis que le Leinster, vainqueur de l'Ulster, s'avance en favori. Mais la finale, tenue à Murrayfield, sourit au Connacht qui décroche son premier titre dans la compétition (20-10).

## Liste des équipes en compétition
| Franchises irlandaises - Connacht - Leinster - Munster - Ulster | Franchises galloises - Cardiff Blues - Newport Gwent Dragons - Scarlets - Ospreys |
| Franchises écossaises - Édimbourg Rugby - Glasgow Warriors      | Franchises italiennes - Benetton Trévise - Zebre                                  |

## Faits notoires
- À la suite des attentats du 13 novembre 2015, plusieurs  matchs de Coupe d'Europe se déroulant en France sont reportés au deuxième week-end de janvier 2016. En conséquence, les rencontres de Pro12 programmées à cette date et concernant les équipes engagées en Coupe d'Europe sont à leur tour reportées à une date ultérieure. Il s'agit des matchs Ulster-Dragons, Zebre-Glasgow et Cardiff-Munster.
- Une autre rencontre des champions en titre est reportée, le 5 décembre, en raison d'un terrain inondé. Ce match (Glasgow-Leinster) doit donc trouver une nouvelle date au calendrier. Les mêmes problèmes d'inondation conduisent la direction du club de Glasgow à déplacer le match retour contre Édimbourg, qui devait se dérouler au Scotstoun Stadium, vers Murrayfield.

## Résumé des résultats

### Classement de la phase régulière
| Rang | Franchise             | J  | V  | N | D  | Bo | Bd | Pm  | Pe  | Diff | Pts |
| ---- | --------------------- | -- | -- | - | -- | -- | -- | --- | --- | ---- | --- |
| 1    | Leinster              | 22 | 16 | 0 | 6  | 6  | 3  | 458 | 290 | +168 | 73  |
| 2    | Connacht              | 22 | 15 | 0 | 7  | 8  | 5  | 507 | 406 | +101 | 73  |
| 3    | Glasgow Warriors (T)  | 22 | 14 | 1 | 7  | 8  | 6  | 557 | 380 | +177 | 72  |
| 4    | Ulster                | 22 | 14 | 0 | 8  | 8  | 5  | 488 | 307 | +181 | 69  |
| 5    | Scarlets              | 22 | 14 | 0 | 8  | 2  | 5  | 477 | 458 | +19  | 63  |
| 6    | Munster               | 22 | 13 | 0 | 9  | 6  | 5  | 459 | 417 | +42  | 63  |
| 7    | Cardiff Blues         | 22 | 11 | 0 | 11 | 5  | 7  | 542 | 461 | +81  | 56  |
| 8    | Ospreys               | 22 | 11 | 1 | 10 | 6  | 3  | 490 | 455 | +35  | 55  |
| 9    | Édimbourg Rugby       | 22 | 11 | 0 | 11 | 2  | 8  | 405 | 366 | +39  | 54  |
| 10   | Newport Gwent Dragons | 22 | 4  | 0 | 18 | 0  | 10 | 353 | 492 | -139 | 26  |
| 11   | Zebre                 | 22 | 5  | 0 | 17 | 3  | 1  | 308 | 718 | -410 | 24  |
| 12   | Benetton Trévise      | 22 | 3  | 0 | 19 | 0  | 8  | 320 | 614 | -294 | 20  |

|  | Qualifiés pour la phase finale et la Coupe d'Europe 2016-2017 (no 1, no 2, no 3, no 4). |
|  | Qualifiés pour la Coupe d'Europe 2016-2017.                                             |
|  | T : tenant du titre 2015                                                                |

Attribution des points : victoire : 4, match nul : 2, défaite : 0 ; plus les bonus (offensif : 4 essais marqués ; défensif : défaite par 7 points d'écart maximum).
Règles de classement : 1. Nombre de victoires ; 2.différence de points ; 3. nombre d'essais marqués ; 4. nombre de points marqués ; 5. différence d'essais ; 6. rencontre supplémentaire si la première place est concernée sinon nombre de cartons rouges, puis jaunes.
Règles de qualification en Coupe d'Europe : Sept clubs sont qualifiés pour la Coupe d'Europe. Sont qualifiés directement les meilleurs clubs de chaque nation, ainsi que les quatre premiers du classement. Les places restantes sont octroyées aux équipes les mieux classées en dehors du top 4. L'équipe la mieux classée hors de ces critères joue le barrage de la coupe d'Europe.

### Phase finale
Les quatre premiers de la phase régulière sont qualifiés pour les demi-finales. L'équipe classée première affronte à domicile celle classée quatrième alors que la seconde reçoit la troisième. La finale a lieu sur terrain neutre.
|  | Demi-finales                             | Demi-finales                   |          |    | Finale                             | Finale                             |
|  | Demi-finales                             | Demi-finales                   |          |    | Finale                             | Finale                             |
|  |                                          |                                |          |    |                                    |                                    |
|  | 20 mai 2016, RDS Arena, Dublin           | 20 mai 2016, RDS Arena, Dublin |          |    | 28 mai 2016,Murrayfield, Édimbourg | 28 mai 2016,Murrayfield, Édimbourg |
|  | 20 mai 2016, RDS Arena, Dublin           | 20 mai 2016, RDS Arena, Dublin |          |    | 28 mai 2016,Murrayfield, Édimbourg | 28 mai 2016,Murrayfield, Édimbourg |
|  | [1] Leinster                             | 30                             |          |    | 28 mai 2016,Murrayfield, Édimbourg | 28 mai 2016,Murrayfield, Édimbourg |
|  | [1] Leinster                             | 30                             |          |    | 28 mai 2016,Murrayfield, Édimbourg | 28 mai 2016,Murrayfield, Édimbourg |
|  | [4] Ulster                               | 18                             |          |    | 28 mai 2016,Murrayfield, Édimbourg | 28 mai 2016,Murrayfield, Édimbourg |
|  | [4] Ulster                               | 18                             | Leinster | 10 |                                    |                                    |
|  | 21 mai 2016, Galway Sportsground, Galway |                                | Leinster | 10 |                                    |                                    |
|  |                                          | Connacht                       | 20       |    |                                    |                                    |
|  | [2] Connacht                             | Connacht                       | 20       | 16 |                                    |                                    |
|  | [2] Connacht                             |                                |          | 16 |                                    |                                    |
|  | [3] Glasgow Warriors                     | 11                             |          |    |                                    |                                    |
|  | [3] Glasgow Warriors                     | 11                             |          |    |                                    |                                    |

## Résultats détaillés

### Phase régulière

#### Tableau synthétique des résultats
L'équipe qui reçoit est indiquée dans la colonne de gauche.
| Clubs                 | CAR   | CON   | DRA   | EDI   | GLA   | LEI   | SCA   | MUN   | OSP   | TRE   | ULS   | ZEB   |
| --------------------- | ----- | ----- | ----- | ----- | ----- | ----- | ----- | ----- | ----- | ----- | ----- | ----- |
| Cardiff Blues         |       | 20-16 | 28-8  | 10-3  | 30-35 | 13-14 | 29-27 | 37-28 | 27-40 | 56-8  | 23-13 | 61-13 |
| Connacht              | 36-31 |       | 29-23 | 14-9  | 14-7  | 7-6   | 30-17 | 35-14 | 30-22 | 33-19 | 3-10  | 34-15 |
| Newport Gwent Dragons | 20-21 | 21-26 |       | 15-16 | 15-18 | 23-13 | 20-34 | 22-6  | 20-26 | 19-12 | 12-19 | 13-0  |
| Édimbourg Rugby       | 17-21 | 23-28 | 32-13 |       | 23-11 | 16-9  | 24-23 | 14-16 | 20-9  | 28-13 | 16-10 | 29-0  |
| Glasgow Warriors      | 27-20 | 33-32 | 29-15 | 11-14 |       | 12-6  | 10-16 | 27-24 | 31-19 | 13-6  | 27-17 | 70-10 |
| Leinster              | 23-15 | 13-0  | 37-13 | 30-23 | 23-18 |       | 19-15 | 16-13 | 19-16 | 50-19 | 8-3   | 52-0  |
| Scarlets              | 22-28 | 21-19 | 25-15 | 22-21 | 10-46 | 25-14 |       | 25-22 | 26-27 | 24-15 | 22-12 | 20-12 |
| Munster               | 35-27 | 12-18 | 26-5  | 27-19 | 23-21 | 7-24  | 31-15 |       | 17-21 | 18-13 | 32-28 | 47-0  |
| Ospreys               | 13-6  | 16-21 | 12-7  | 27-13 | 20-20 | 9-22  | 16-25 | 18-20 |       | 47-10 | 26-46 | 36-3  |
| Benetton Trévise      | 13-7  | 22-21 | 19-17 | 24-27 | 16-38 | 3-27  | 20-22 | 13-16 | 22-25 |       | 13-32 | 8-18  |
| Ulster                | 24-17 | 18-10 | 17-15 | 14-7  | 13-10 | 30-6  | 20-21 | 7-9   | 28-6  | 48-7  |       | 32-0  |
| Zebre                 | 26-15 | 34-51 | 47-22 | 19-11 | 14-43 | 10-27 | 8-20  | 12-16 | 22-39 | 28-25 | 17-47 |       |

|  | Victoire à domicile |  | Match nul |  | Défaite à domicile |

### Phase finale

#### Demi-finales
| 20 mai 2016 19 h 45 | Leinster | 30 - 18 (13 - 11) | Ulster                                                                                              | RDS Arena, Dublin 19 100 spectateurs Arbitre : Ian Davies |
| 20 mai 2016 19 h 45 | Essai(s) : Nacewa (6e), Heaslip (49e), Cronin (66e) Transformation(s) : Sexton 3 (7e, 50e, 67e) Pénalité(s) : Sexton 3 (12e, 17e, 58e) |                   | Essai(s) : Gilroy 2 (40e, 71e) Transformation(s) : Jackson (71e) Pénalité(s) : Jackson 2 (28e, 33e) | RDS Arena, Dublin 19 100 spectateurs Arbitre : Ian Davies |
| 20 mai 2016 19 h 45 | |                   | | RDS Arena, Dublin 19 100 spectateurs Arbitre : Ian Davies |

| 21 mais 2016 19 h 30 | Connacht | 16 - 11 (10 - 3) | Glasgow Warriors                                          | Galway Sportsground, Galway 7 800 spectateurs Arbitre : Marius Mitrea |
| 21 mais 2016 19 h 30 | Essai(s) : Adeolokun (36e) Transformation(s) : MacGinty (38e) Pénalité(s) : MacGinty (25e, 53e, 65e) Carton(s) jaune(s) : Ah You(73e) |                  | Essai(s) : Nakarawa (49e) Pénalité(s) : Weir 2 (27e, 57e) | Galway Sportsground, Galway 7 800 spectateurs Arbitre : Marius Mitrea |
| 21 mais 2016 19 h 30 | |                  |                                                           | Galway Sportsground, Galway 7 800 spectateurs Arbitre : Marius Mitrea |

#### Finale
| 28 mai 2016 18h30 | Leinster                                                                            | 10 - 20 (0 - 15) | Connacht | stade de Murrayfield, Edimbourg 34 550 spectateurs Arbitre : Nigel Owens |
| 28 mai 2016 18h30 | Essai(s) : Cronin (67e) Transformation(s) : Sexton (68e) Pénalité(s) : Sexton (44e) |                  | Essai(s) : O'Halloran (13e), Adeolokun (22e), Healy (57e) Transformation(s) : MacGinty (14e) Pénalité(s) : MacGinty (28e) | stade de Murrayfield, Edimbourg 34 550 spectateurs Arbitre : Nigel Owens |
| 28 mai 2016 18h30 |                                                                                     |                  | | stade de Murrayfield, Edimbourg 34 550 spectateurs Arbitre : Nigel Owens |

## Statistiques

### Meilleurs réalisateurs
| Rang | Joueur         | Club             | Poste            | Points | Essais | Transf. | Pén. | Drops |
| ---- | -------------- | ---------------- | ---------------- | ------ | ------ | ------- | ---- | ----- |
| 1    | Rhys Patchell  | Cardiff Blues    | Demi d'ouverture | 176    | 6      | 25      | 32   | -     |
| 2    | Jayden Hayward | Benetton trévise | Demi d'ouverture | 155    | 4      | 21      | 31   | -     |
| 2    | Sam Davies     | Ospreys          | Demi d'ouverture | 152    | 2      | 17      | 36   | -     |
| 4    | Paddy Jackson  | Ulster           | Demi d'ouverture | 134    | 2      | 26      | 22   | 2     |
| 5    | Ian Keatley    | Munster          | Demi d'ouverture | 124    | 1      | 22      | 22   | 3     |

### Meilleurs marqueurs
| Rang | Joueur                  | Club                  | Poste   | Essais |
| ---- | ----------------------- | --------------------- | ------- | ------ |
| 1    | Craig Gilroy Matt Healy | Ulster Connacht       | Ailier  | 10     |
| 3    | Hallam Amos             | Newport Gwent Dragons | Ailier  | 8      |
| -    | Damien Hoyland          | Édimbourg Rugby       | Ailier  | 8      |
| -    | Isa Nacewa              | Leinster              | Arrière | 8      |

## Récompenses
- Joueur de la saison : Bundee Aki (Connacht)
- Meilleur coach : Pat Lam (Connacht)
- Meilleur jeune : Sam Davies (Ospreys)